# جير أونيل
جير أونيل (بالإنجليزية: Ger O'Neill)‏ هو لاعب قذف أيرلندي، ولد في 1962 في Cappawhite ‏ في جمهورية أيرلندا.